# Sangrur (distrikt)
Sangrur är ett distrikt i Indien.   Det ligger i delstaten Punjab, i den norra delen av landet, 220 km nordväst om huvudstaden New Delhi. Antalet invånare är 1 655 169. Arean är 3 685 kvadratkilometer. Sangrur gränsar till Barnala district och Patiala.
Terrängen i Sangrur är platt.
Följande samhällen finns i Sangrur:
- Māler Kotla
- Sangrūr
- Dhūri
- Sunām
- Laungowāl
- Longowal
- Bhawānīgarh
- Dirba
- Akālgarh